# Agnieszka Jakuboszczak
Agnieszka Krystyna Jakuboszczak (ur. 1978) – polska historyk, dr hab. nauk humanistycznych, profesor nadzwyczajny Instytutu Historii Wydziału Historii Uniwersytetu im. Adama Mickiewicza w Poznaniu.

## Życiorys
W 2002 ukończyła studia historyczne na Uniwersytecie im. Adama Mickiewicza, 8 maja 2006 obroniła pracę doktorską Salon Barbary Sanguszkowej jako miejsce recepcji kultury francuskiej w Polsce w połowie XVIII wieku, 6 czerwca 2017 habilitowała się na podstawie pracy zatytułowanej Rodzina i rodzinność szlachcianek wielkopolskich w XVIII wieku. Perspektywa kobieca.  Otrzymała nominację profesorską. 
Została zatrudniona na stanowisku adiunkta w Instytucie Historii na Wydziale Historii Uniwersytetu im. Adama Mickiewicza.
Pełni funkcję profesora nadzwyczajnego Instytutu Historii Wydziału Historii Uniwersytetu im. Adama Mickiewicza w Poznaniu.